# 卡斯蒂伦蒂
卡斯蒂伦蒂（義大利語：Castilenti），是意大利泰拉莫省的一个市镇。总面积23平方公里，人口1586人，人口密度69.0人/平方公里（2009年）。ISTAT代码为067014。